# Cúp FA Hàn Quốc 2002
Cúp FA Hàn Quốc 2002, hay Hana-Seoul Bank Cúp FA vì lý do tài trợ, là mùa giải thứ 7 của Cúp FA Hàn Quốc.

## Kết quả

### Vòng Sơ loại

#### Vòng Một
| Đại học Daegu                   | 2 – 1 | Đại học Sungkyunkwan |
| ------------------------------- | ----- | -------------------- |
| Ryu Jae-Gwon 1 Bae Jun-Yeong 36 |       | 4 Kim Gwan-Ho        |

| Đại học Dongeui                                                           | 5 – 2 | Gwangju Samsung Electronics       |
| ------------------------------------------------------------------------- | ----- | --------------------------------- |
| Jeong Hong-Yeon 13, 53 Park Cheon-Sin 16 Kim Jun-Min 47 Kim Hyeong-Min 80 |       | 43 Gang Jun-Hyeong 86 Kim Jong-Ok |

| Đại học Hàn Quốc                                                         | 5 – 1 | Samik Musical Instruments |
| ------------------------------------------------------------------------ | ----- | ------------------------- |
| Choi Sung-Kuk 4, 30 Park Yeong-Geun 26 Ju Kwang-Youn 69 Lee Jeong-Gyu 73 |       | 71 Bae Jong-Pil           |

| Chunnam Techno College | 0 – 3 | Đại học Hongik                                    |
| ---------------------- | ----- | ------------------------------------------------- |
|                        |       | 45 Choi Jae-Yeong 76 Kim Dong-hyun 87 Kim Yun-Sik |

#### Vòng Hai
| Seoul City                              | 3 – 1 | Đại học Pai Chai |
| --------------------------------------- | ----- | ---------------- |
| Kim Seung-Ho 34, 90 Gang Gyeong-Hwan 54 |       | 88 Lee Mu-Hyeong |

| Đại học Ulsan                      | 2 – 1 | Gwangju FC     |
| ---------------------------------- | ----- | -------------- |
| Kim Dong-Hwan 10 Chung Kyung-Ho 68 |       | 13 Kim Tae-Hun |

| Đại học Myongji                                                                           | 7 – 0 | Đại học Yong-In |
| ----------------------------------------------------------------------------------------- | ----- | --------------- |
| Gwon Sang-Tae 51, 62 Kim Jin-Du 68 Kim Hyeong-Hun 77 Jeon Kwang-Jin 86, 89 Han Tae-You 88 |       |                 |

| Korea National Railroad | 0 – 0 | Đại học Konkuk |
| ----------------------- | ----- | -------------- |
|                         |       |                |
| Loạt sút luân lưu       |       |                |
|                         | 5 – 4 |                |

| Hyundai Mipo Dockyard                           | 3 – 0 | Đại học Sunmoon |
| ----------------------------------------------- | ----- | --------------- |
| Jo Yong-Seok 9 Go Bong-Hyeon 14 Kim Yeong-Gi 67 |       |                 |

| Đại học Hanyang                   | 2 – 0 | Pohang City |
| --------------------------------- | ----- | ----------- |
| Kim Sin-Young 75 Kim Sin-Young 81 |       |             |

| Đại học Hannam                         | 3 – 1 | Korea National Open University |
| -------------------------------------- | ----- | ------------------------------ |
| Park Jong-Chan 13, 66 Sin Chung-Hui 63 |       | 81 Kim Si-Cheol                |

| Đại học Ajou      | 1 – 1 | Police              |
| ----------------- | ----- | ------------------- |
| Kim Jae-Sung 84   |       | 68 Kim Seong-Gyeong |
| Loạt sút luân lưu |       |                     |
|                   | 4 – 3 |                     |

| LG-Philips Display | 1 – 2 | Saekyung College               |
| ------------------ | ----- | ------------------------------ |
| Oh Yu-Jin 56       |       | 18 Sim Jae-Won 55 Park Jae-Hun |

| Sunghwa College                   | 1 – 6 | Đại học Daegu                                                      |
| --------------------------------- | ----- | ------------------------------------------------------------------ |
| Gil Su (OG) 75 Lim Hyeon-Seung 80 |       | 15 Bae Jun-Yeong 40 Kim Ji-Un 54 Kang Min-hyuk 67, 79 Ryu Jae-Gwon |

| Đại học Kyunghee | 0 – 4 | Sangmu                                             |
| ---------------- | ----- | -------------------------------------------------- |
|                  |       | 21, 62 Cho Jae-Jin 39 Kim Hae-Chul 78 Oh Seung-Bum |

| Đại học Dongeui   | 2 – 2 | Đại học Kyungil                                      |
| ----------------- | ----- | ---------------------------------------------------- |
| Woo Ju-Yeong 71   |       | 10 Kim Jae-U 34 (OG) Kim Gyeong-Min 61 Kim Gyeong-Do |
| Loạt sút luân lưu |       |                                                      |
|                   | 4 – 3 |                                                      |

| Đại học Incheon                                         | 4 – 0 | Jeonbuk Gochang Dolmen |
| ------------------------------------------------------- | ----- | ---------------------- |
| Hwang Jeong-Hui 1, 38 Gwon Deok-Yong 11 Na Gyeong-Ho 67 |       |                        |

| World Cyber College | 0 – 8 | Đại học Hàn Quốc                                                                                                   |
| ------------------- | ----- | --- |
|                     |       | 1, 68 Lee Jin-U 6 Jang Jae-Wan 28 Lee Kil-Hoon 45 Choi Sung-Kuk 62 Ju Kwang-Youn 87 Kim Tae-Ryung 90 Kim Young-Sam |

| Kangwon Tourism College | 0 – 4 | Gangneung City                                     |
| ----------------------- | ----- | -------------------------------------------------- |
|                         |       | 13, 72 Hwang Dong-Su 22 An Hong-Min 78 Kim Hae-Guk |

| Đại học Hongik                       | 3 – 0 | Chonbuk National University |
| ------------------------------------ | ----- | --------------------------- |
| Kim Dong-hyun 37 Lee Jin-Seok 46, 79 |       |                             |

### Vòng chung kết

#### Vòng 32 đội
- Đi tiếp: Daejeon Citizen (vô địch Cúp FA Hàn Quốc 2001), Pohang Steelers (á quân Cúp FA Hàn Quốc 2000), Seongnam Ilhwa Chunma, Suwon Samsung Bluewings, Jeonbuk Hyundai Motors, Busan I'cons

| Korea National Railroad               | 3 – 0 | Saekyung College |
| ------------------------------------- | ----- | ---------------- |
| Park Han-Seok 49, 71 Kim Chan-Seok 60 |       |                  |

| Anyang LG Cheetahs | 0 – 1 (h.p) | Hyundai Mipo Dockyard |
| ------------------ | ----------- | --------------------- |
|                    |             | 113 Kim Yeong-Gi      |

| Gangneung City                | 2 – 1 (h.p) | Đại học Ulsan    |
| ----------------------------- | ----------- | ---------------- |
| Ahn Hong-Min 30 Oh Ju-Po 120+ |             | 88 Kim Hwi-Hyeon |

| Đại học Hannam    | 0 – 0 | Đại học Hanyang |
| ----------------- | ----- | --------------- |
|                   |       |                 |
| Loạt sút luân lưu |       |                 |
|                   | 7 – 6 |                 |

| Ulsan Hyundai Horangi                                     | 3 – 2 | Đại học Myongji                     |
| --------------------------------------------------------- | ----- | ----------------------------------- |
| Cleber Arildo da Silva 4 Kim Hyun-Seok 41 Lee Chun-Soo 53 |       | 45+ Jeon Kwang-Jin 68 Na Kwang-Hyun |

| Sangmu                                       | 3 – 0 | Đại học Hàn Quốc |
| -------------------------------------------- | ----- | ---------------- |
| Cho Jae-Jin 34 Kim Hae-Chul 38 Seo Ki-Bok 88 |       |                  |

| Đại học Daegu | 0 – 4 | Chunnam Dragons                                                  |
| ------------- | ----- | ---------------------------------------------------------------- |
|               |       | 9 Tico Mineiro 18 Park Jong-woo 76 Noh Byung-Joon 88 Kim Yo-Hwan |

| Đại học Hongik | 0 – 2 | Bucheon SK                       |
| -------------- | ----- | -------------------------------- |
|                |       | 67 Park Seong-Cheol 86 Nam Ki-Il |

| Seoul City                           | 3 – 1 | Đại học Dongeui  |
| ------------------------------------ | ----- | ---------------- |
| Kim Seung-Ho 12, 47 Sin Hae-Myung 18 |       | 90+ Woo Joo-Yung |

| Đại học Incheon | 1 – 2 | Đại học Ajou                         |
| --------------- | ----- | ------------------------------------ |
| Na Gyeong-Ho 83 |       | 78 Jang Jong-Gyung 89 Song Jeong-Woo |

#### Vòng 16 đội
| Daejeon Citizen        | 3 – 0 | Korea National Railroad |
| ---------------------- | ----- | ----------------------- |
| Gong O-Kyun 14, 19, 78 |       |                         |

| Hyundai Mipo Dockyard            | 2 – 3 | Ulsan Hyundai Horangi                         |
| -------------------------------- | ----- | --------------------------------------------- |
| Kim Jun-Hyeop 70 Ju Seung-Jin 73 |       | 17, 65 Marco Antonio da Silva 74 Lee Chun-Soo |

| Seongnam Ilhwa Chunma                   | 3 – 2 | Gangneung City                     |
| --------------------------------------- | ----- | ---------------------------------- |
| Shin Tae-Yong 6 Kim Dae-Eui 39 Alcir 51 |       | 66 Kim Jang-Hyeon 81 Hwang Dong-Su |

| Đại học Hannam  | 1 – 5 | Busan I'cons                                        |
| --------------- | ----- | --------------------------------------------------- |
| Kim Yong-Min 72 |       | 25, 53 Harry 33, 81 Woo Sung-Yong 43 Ryu Byeong-Hun |

| Jeonbuk Hyundai Motors     | 2 – 1 | Sangmu            |
| -------------------------- | ----- | ----------------- |
| Kim Do-Hoon 35 Edmilson 42 |       | 14 Song Hong-Seop |

| Seoul City | 0 – 2 | Suwon Samsung Bluewings              |
| ---------- | ----- | ------------------------------------ |
|            |       | 34 Gabriel Popescu 51 Sandro Cardoso |

| Chunnam Dragons                | 2 – 1 | Bucheon SK       |
| ------------------------------ | ----- | ---------------- |
| Tico Mineiro 63 Kim Do-Keun 79 |       | 75 Shin Hyeon-Ho |

| Đại học Ajou         | 1 – 3 | Pohang Steelers                                     |
| -------------------- | ----- | --------------------------------------------------- |
| Jang Jong-Gyeong 90+ |       | 42 Lee Dong-Gook 66 Yoon Bo-Young 67 Goran Petreski |

#### Tứ kết
| Daejeon Citizen                                 | 3 – 1 | Ulsan Hyundai Horangi |
| ----------------------------------------------- | ----- | --------------------- |
| Kim Sung-Keun 1 Lee Kwan-Woo 56 Kim Eun-Jung 74 |       | 90+ Kim Hyun-Seok     |

| Jeonbuk Hyundai Motors | 0 – 1 | Suwon Samsung Bluewings |
| ---------------------- | ----- | ----------------------- |
|                        |       | 29 Cho Hyun-Doo         |

| Seongnam Ilhwa Chunma                              | 3 – 2 | Busan I'cons                     |
| -------------------------------------------------- | ----- | -------------------------------- |
| Kim Dae-Eui 8 Baek Young-Cheol 16 Shin Tae-Yong 68 |       | 35 Jeon Woo-Keun 80 Yoon Hwi-Jun |

| Chunnam Dragons | 1 – 2 | Pohang Steelers                    |
| --------------- | ----- | ---------------------------------- |
| Tico Mineiro 15 |       | 80 Lee Dong-Gook 89 Goran Petreski |

#### Bán kết
| Daejeon Citizen | 0 – 1 | Suwon Samsung Bluewings |
| --------------- | ----- | ----------------------- |
|                 |       | 81 Seo Jung-Won         |

| Seongnam Ilhwa Chunma | 1 – 2 | Pohang Steelers                   |
| --------------------- | ----- | --------------------------------- |
| Kim Woo-Jae 30        |       | 7 Lee Dong-Gook 37 Leonard Bisaku |

#### Chung kết
| Suwon Samsung Bluewings | 1 – 0 | Pohang Steelers |
| ----------------------- | ----- | --------------- |
| Sandro Cardoso 19       |       |                 |

| Cúp FA Hàn Quốc Đội vô địch 2002           |
| ------------------------------------------ |
| Suwon Samsung Bluewings Danh hiệu đầu tiên |

## Giải thưởng
- Cầu thủ xuất sắc nhất giải đấu: Seo Jung-Won (Suwon Samsung Bluewings)